# 신세기 에반게리온의 등장인물 목록
이 문서에서는 《신세기 에반게리온 시리즈》의 TV판 애니메이션, (구)극장판 및 신극장판, 만화, 게임 등이 출연하는 등장인물을 정리한다. 덧붙여서 극장판 《엔드 오브 에반게리온》에서는 "새로운 세상의 아담과 이브"로 선택된 신지와 아스카를 제외하고는 전부 사망.
- 작품에 등장하는 적 생물체인 '사도'에 대해서는 사도 (신세기 에반게리온)을 참고할 것.
- 작품에 등장하는 범용인형 결전병기인 '에반게리온'에 대해서는 에반게리온 (가공의 병기)을 참고할 것.

등장인물의 생일과 별자리는 카오루, 켄스케, 토우지 등을 제외하고는, 담당했던 성우의 생일 및 별자리와 같다. 또한 이름의 유래에 대해서는, 게임판의 오리지널 캐릭터를 제외하고, 안노 히데아키 감독이 공식 사이트에서 기재한 내용을 원 근거로 삼는다.

## 주요 EVA 파일럿

### 이카리 신지
성우 : 오가타 메구미/안경진
이카리 신지 (碇 シンジ)는 에바 초호기의 파일럿이자 서드 칠드런이다. 상징 4대 미덕은 지혜(Sapientia). 겐도와 죽은 이카리 유이의 외아들로, 어린 시절에 어머니를 여의고 홀아버지에게 버림받아 어려운 상황에 직면하면 달아나려고 하는 내향적인 성격이 되었다.(이 때문에 아스카에게 바보 신지(バカシンジ)란 소리를 듣는다.) 미사토의 격려를 받으며 시간이 갈수록 소심함을 줄이고 솔직하고 대담한 모습을 보이지만, 이야기의 끝에 가까워지면서 이런 발전도 헛되게 본래의 모습으로 돌아오게 된다. 다행히 냉담하고 비정한 아버지와는 달리 얄팍하고 사려없는 인물이 아닌지라 스즈하라 토우지와 아이다 켄스케의 든든한 친구가 되며, 레이와는 동기애에 가까운 관계. 장래 아내이자 자신과 비슷한 운명의 아스카와는 부분적으로 손발이 안 맞아 혼란스럽고 복잡한 애증의 관계를 겪지만, 한편으로는 어떻게든 마음의 굴레를 극복, 아스카에게 있는 영혼의 독과 내면의 상처를 치유하고, 상냥하고 따뜻하게 해주고 싶어한다. 상당히 소박하고 집안일에 능숙한 가정부 타입이라 못하는 요리가 없고 음악적 재능도 있어 첼로를 잘 한다.

### 아야나미 레이
• 성우 : 하야시바라 메구미/이진화
• 생년월일 : 2001년 3월 30일 (14세)
• 혈액형 : B형
• 별자리 : 양자리
• 에반게리온 0호기 파일럿 (퍼스트 칠드런)
아야나미 레이 (綾波 レイ)는 퍼스트 칠드런으로, 에바 0호기의 파일럿이다. 이카리 신지를 비춰주는 달빛과도 같은 존재로, 상징 4대 미덕은 절제(Temperantia). 시리즈 초반에는 겉보기에 감정이 없고 쌀쌀맞아 사회적 내향성을 드러내며, 오직 이카리 겐도와만 인간 관계를 맺고 있다. 이야기가 진행될수록 레이는 친오빠와 같은 신지와 가까워지며 여러 감정을 느끼게 되지만, 나중에는 그녀가 사도 릴리스의 영혼을 담기 위한 그릇이었고, 겐도의 목적 달성을 위한 쓰기 위한 도구로 만들졌다는 사실이 밝혀진다. 영혼이 없는 그녀의 복제 인간들은 네르프 본부 지하에 숨어 있는데, 이들은 더미 플러그의 이른바 "핵심"으로 쓰이며, 레이가 사망할 시 교체할 수 있는 육체로 쓰이기도 한다.

### 소류(시키나미) 아스카 랑그레이
성우 : 미야무라 유코/지미애
소류 아스카 랑그레이 (惣流・アスカ・ラングレー)는 세컨드 칠드런으로, 에바 2호기의 파일럿이며, 아야나미 레이가 이카리 신지의 달빛이라면 소류 아스카 랑그레이는 이카리 신지의 햇빛이라 할 수 있다. 상징 4대 미덕은 용기(Fortitudo). (신극장판을 제외하면)유일하게 토종 일본인이 아닌 독일계 일본인으로 그녀의 국적은 독일이며 유럽 공군의 소위 계급이다. 부분적으로 신지와 같은 비극을 갖고 있고, 게다가 둘 다 어릴 때 부모의 사랑을 받지 못하고 불우한 유년기를 보냈기에 동병상련인 신지와 짝이 될만하건만, 그녀의 경솔한 성격 탓에 타인에게 (특히 이카리 신지) 말을 함부로 하는 경향이 있으며 타인에 대한 몰이해와 질투심이 심하고 여차하면 켄타우로스마냥 폭력도 서슴지 않는다인답게 에바 파일럿으로서의 상당한 실력, 그리고 자신이 활약한다는 것에 대한 자긍심이 매우 높고, 속박을 싫어하여 독립하고자 하는 욕구도 상당하다. 하지만 이런 태도는 어릴 적 트라우마로 인한 불안감을 숨기기 위한 가면이며 과거의 상처를 치유해주는 사람과 친해지면 평생 배반하지 않는다. 아스카는 미사토의 연인 카지 료지를 좋아하고 그에게 숨김 없이 자신을 어필한다. 자신과 같은 처지인 신지에게도 미묘한 호감을 가지고 있지만, 워낙 복잡한 성격 탓에 이러한 감정을 대놓고 드러내지는 않을뿐더러 항상 신지의 가정적이고 상냥한 마음을 몰라준다. 하지만 워낙 외로움을 잘 타는지라 한편으로는 어떻게든 마음의 굴레를 극복하고 자신에게 있는 영혼의 독과 내면의 상처를 치유해 주려는 신지에게 응석부리면서까지 진심으로 따뜻한 사랑을 받고 싶어하며, 신지와 결혼 후 신지의 아기를 갖고 싶어한다.(비록 표면상 "子供なんて絶対いらない(아이 따위는 절대 필요없어!)"란 한마디와 함께 부정하고 있지만) 에반게리온 신극장판 시리즈에서는 시키나미 아스카 랑그레이 (式波・アスカ・ラングレー)로 이름이 바뀌었으며, 유럽 공군의 대위 계급이 되었다.

### 마키나미 마리 일러스트리어스/하노 큐코(가명)
성우 : 사카모토 마아야
마키나미 마리 일러스트리어스 (真希波・マリ・イラストリアス)는 수수께끼의 에반게리온 파일럿으로, 에반게리온 신극장판의 두 번째 작품 《에반게리온: 파》에서 처음 등장하였다. 가명은 하노 큐코(破野急子). 안경부터 성격과 느낌까지 엄브라의 마녀 바요네타를 연상케 하는 그녀는 토종 일본인이 아닌 영국계 일본인으로, 국지사양 가설 에바게리온 5호기의 파일럿으로 대담하고 호전적이며 유별난 구석이 있다. 시력이 심각하게(?) 나빠 항상 안경을 쓰고 있으며 안경을 잃어버리면 헤매는 모습을 보인다. 다른 칠드런에게 마리의 임명에 대해서 알려진 것은 없으며, 카지 료지가 문제아라고 언급한 적이 있다. 영화의 초반부에서는 제3사도를 저지하고자 5호기를 자폭시키고 가까스로 탈출하며, 후반부에서는 무단으로 2호기를 출격시켜서 제10사도를 저지하려고 야수화까지 시도했지만 실패하고, 대피소에 머물던 신지를 설득하여 전투로 이끈다. 아스카의 어머니라는 설이 있다.
에반게리온 만화책 14권 권말부록인 '[Extra Stage] 여름및 에덴' 이카리 유이의 대학 후배로 동명의 캐릭터가 등장한다. 16살에 대학졸업을 앞두고 있는 수재이나 이카리 유이만큼은 아니다. 이카리 유이에게 사랑을 느껴 짖궂게 굴지만, 이를 고백한 후 이카리 유이의 안경을 선물받는다. 안경을 쓴 모습은 신극장판에 나온 마키나미 마리의 모습과 매우 흡사하다.

## 특무기관 네르프(Secret Agency NERV,特務機関 ネルフ)

### 카츠라기 미사토(葛城ミサト)
- 29세
- 성우:미츠이시 코토노/이나미

생년월일은 1986년 12월 8일생, 혈액형 : A형, 켄타우로스자리.
NERV 전술 작전부 작전국 제1과 소속. EVA의 전투 지휘관. 이카리 신지의 보호자 겸 수호천사. 12월생이라서인지 또래보다 1년 일찍 학교에 들어갔다.(리츠코, 카지와 나이 차이가 나는 것은 그 때문) 대위로 등장하여 극중에서 소령으로 진급한다. 어렸을 적 세컨드 임펙트의 사고현장에 있었는데 아버지의 헌신으로 홀로 목숨을 구했다. 단 그 이전에 아빠의 연구에 대한 지나친 관심과 가정에 대한 홀대로 아버지와의 관계가 소원하였기 때문에 두 사실 사이에서 항상 갈등한다. 여튼 이러한 배경으로 사도에 대한 증오심을 가져 NERV에 오게 되었다. 세컨드 임펙트 후 수용소에서 수년을 실어증에 걸린 상태로 지냈으나 이후 이를 극복하고 상당히 명랑하고 수다스러운 성격을 가지고 있다.
켄타우로스자리 히로인답게 작전부장으로서는 매우 유능하며 작전에 대해서는 대담한 자세도 보인다.
그러나 음식 만드는 데 익숙한 신지와는 달리 아버지의 영향을 받은 탓에 요리에 소질이 없으며 신지와의 식사 장면에서 주로 맥주로 식사를 대신하는 것을 볼 수 있는데 아침식사에서도 개의치 않는다. 극장판에서 신지를 에바에 탑승시키려 전략자위대 진압군과 교전 중 총격을 당하고 레이의 환영이 지켜보는 가운데 폭사하며 시신은 LCL화한 것으로 보인다.

### 아카기 리츠코(赤木リツコ/赤木律子)
- 30세
- 성우 : 야마구치 유리코/최문자

혈액형 B형. 생년월일은 1985년 11월 21일. 전갈자리.
네르프 기술개발부 기술국 제1과 소속(E계획 담당)· 에반게리온 개발 책임자. 슈퍼 컴퓨터 마기의 관리 및 운영을 맡고 있다. 카지, 미사토와는 대학 시절부터의 친구였다. 지독한(!) 골초로, 책상이 항상 담배 꽁초가 가득 있다.
마기를 발명한 아카기 나오코의 딸이며, 생전의 어머니처럼 겐도를 좋아한다. 미사토를 비롯한 일반 직원들이 모르는 네르프의 수많은 비밀들을 아는 유일한 사람이며, 후유츠키 교수와 함께 겐도를 보좌하며 그의 계획을 추진하는 역할을 맡고 있다.
대학 시절부터 머리카락을 금발로 염색했다. 왼쪽 눈 아래에 인상적인 점이 있어, 카지로부터 야유를 받은 적도 있다.
이지적이고 때론 냉정하나, 이것이 비인간적인 모습으로 비추어질 때가 있어 이성적인 미사토와 충돌하기도 한다.
극장판 《엔드 오브 에바》에서 마기의 프로그램을 바꿔 자폭하려 하지만, 겐도를 사랑하는 리츠코의 어머니 나오코의 마음을 가지고 있는 마기는 그녀의 뜻에 따르지 않는다. 그 자리에서 겐도의 총에 맞고 사망, 총의 반동으로 튕겨져 나가면서 레이의 환영을 보며 숨을 거둔다. 후에 LCL화 된다.

### 이카리 겐도(碇ゲンドウ)
- 48세
- 성우 : 타치키 후미히코/안종국

네르프의 총사령관. 신지의 아버지이자 유이의 남편. 혈액형 A형. 생년월일은 1967년 4월 29일. 황소자리. 결혼 전의 이름은 로쿠분기 겐도.
1999년 즈음 교토에서 술과 싸움에 찌든 양아치가 되어 허송세월을 보내다가 유이를 만나 연분을 맺고, 2000년에 결혼한다. 사실은 제레에 접근하기 위한 수단으로써 유이에게 다가선 것이라는 소문이 있었지만, 결혼 생활은 겐도의 양아치 생활을 청산시키고 유이에 대한 사랑이 싹트게 만들었다. 세컨드 임팩트 발생 직전까지 카츠라기 조사대와 함께 남극에 있었다. 2년 후 국제 연합 조사단 파견 때에도 미사토 등과 함께 참가하였으며 세컨드 임팩트 발생 당시 본국으로 속히 귀국한 덕분에 위기를 모면할 수 있었다.
결혼한 다음 해에 외아들 신지가 태어났다. 에반게리온 초호기 실험 도중 유이를 잃고 홀아비가 된 후 마음의 문을 완전 폐쇄, 인류보완계획을 제레에 제안하여 책임자가 된다. 이후 아카기 나오코와 내연 관계를 맺었으나, 사실 사랑한 것이 아니라 인류보완계획 과정 중 이용했을 뿐이다(그녀의 딸 리츠코 역시 마찬가지).
사실 에바나 세컨드 임팩트, 그리고 아내의 죽음만 아니었으면 외아들 신지에게 다정하고 사교적인 아버지가 될 수 있었겠지만, 그의 비극적인 과거사로 보나 인간적으로 보나 겐도는 외아들에게 친근하고 좋은 아버지는 아니었다. 신지를 불러온 후에도 동거는 물론 거의 접촉하려고 하지 않았으며 심지어 신지가 희생될 가능성이 높은 작전도 승인하였다. 장래 며느리인 아스카와는 일절 직접 회화를 하지 않고, 단순히 에바를 움직이게 하는 부품으로밖에 취급하지 않았던 것 같다. 한편, 레이의 기동 실험 실패 때는 자신의 부상에 아랑곳하지 않고 레이를 구한 적도 있다. 게다가 신지의 절친인 스즈하라 토우지를 죽인/다치게 한 것 때문에 외아들에게 독기어린 원망과 불만을 사기도 했다.
이렇듯 목적을 위해서라면 호감보다는 미움을 많이 받을 정도로 수단을 가리지 않는 냉철한 성격으로 보이며 실제로 음모나 배신 등 비정하다고 할 수 있는 수단을 내색하지 않고 실행하고 있다. 그러나 마음 속에는 남들이 모르는 슬픔과 함께 죽은 유이를 그리워하는 감정이 남아있을 뿐더러, 신지를 멀리하는 언동도 사실은 어설픈 그만의 애정 표현이었지 싫어하는 내색은 조금도 없었으며, 자신의 성격이 모난 것을 알기에 뭔가 하려고 하면 상처만 줄 것 같아서 아예 아무것도 하지 않은 것이라고 이후 고백한다. TV 시리즈에서 NERV 본부가 정전되어 냉방이 되지 않자 발을 찬물에 담그고 아무렇지 않게 폼을 잡고 있는 장면 등으로 보아 괴팍하기보단 허세와 무뚝뚝함이 심한 괴짜로 볼 수 있겠다. 덧붙여서, 이카리 겐도의 외모는 하우스 오브 더 데드와 하우스 오브 더 데드 III에 등장하는 Dr. 로이 큐리안과 제법 닮았고(다만 로이 큐리안은 구레나룻이 없고 겐도는 콧수염이 없다) 성격과 비극적 사연도 거의 비슷하다.
극장판 《엔드 오브 에반게리온》에서 자기 나름의 인류보완계획을 실행하려고 했으나, 세 번째 레이가 겐도에게 등을 돌리고 신지 편에 서면서 실패했다. 서드 임팩트 때 다른 사람과 달리 LCL 용액화되지 않고 에바 초호기에게 상반신을 물어뜯긴 채로 하반신이 남겨져있는 것을 확인할 수 있다.
신극장판 Q에서는 비록 빌레의 활약으로 저지되면서 다른 방법을 모색하긴 했지만, 외아들과 세상의 모든 것을 희생해서 유이를 되살리려는 계획을 세웠다.

### 후유츠키 코조(冬月コウゾウ)
- 성우 : 키요카와 모토무/정동열

네르프의 부사령관. 겐도를 이해하는 몇 안 되는 사람 중 한 명이며, 겐도의 진짜 목적을 아는 유일한 인물. 혈액형 AB형. 생년월일은 1956년 4월 9일. 양자리.
전 교토 대학 교수로 형이상 생물학을 연구하다가 유이와 겐도를 알게 되었다. 세컨드 임팩트 후에 소집된 국제 연합 조사단에서 겐도와 재회, 겐도와 유이가 결혼한 것을 알게 되었다.
사심 없고 정의감이 넘치는 현자로, 지혜롭고 현명한 성격으로 따지자면 바요네타에 나오는 루멘의 현자 발더와 동급이라고 볼 수 있다.(외모와 헤어스타일도 발더와 닮았다) 처음에는 겐도를 덮어놓고 싫어해 세컨드 임팩트의 진실을 알리려고 했었지만, 지하 공간에서 개발 중인 에반게리온을 보고 겐도의 권유에 응해 일단 행동을 같이 하게 된다. 이야기 후반에 제레에 납치되지만, 카지의 도움으로 네르프에 무사히 귀환하였다.
작중에 직접적인 언급은 없었으나, 극장판 《엔드 오브 에바》에서 이카리 유이의 환상을 보며 LCL 용액화되는 것으로 보아 이카리 유이가 학생 시절이었을 때부터 몰래 짝사랑하고 있었던 것으로 보인다.

### 이부키 마야(伊吹マヤ)
- 24세
- 성우 : 나가사와 미키/이진화

혈액형 A형. 생년월일은 1991년 7월 11일. 게자리.
네르프 본부 오퍼레이터로, 아카기 리츠코의 후배. 계급은 2위. 기술개발부 기술국 1과 소속. 여린 마음을 갖고 있어 폭주한 에반게리온의 잔혹함에 견디지 못한 적이 있다.
극장판 《엔드 오브 에바》에서 리츠코의 환상을 보며 LCL 용액화되었다.

### 휴가 마코토(日向マコト/日向真)
- 성우 : 유우키 히로/유제상

혈액형 B형. 생일은 2월 13일. 물병자리.
네르프 본부의 오퍼레이터로, 계급은 2위. 중앙 작전 사령부 작전국 제1과 소속.
상사인 카츠라기 미사토에 매료되어, 네르프 본부의 거듭되는 위기 속에서도 미사토와 함께 결사의 각오로 대처하였다.
극장판 《엔드 오브 에바》에서 서드 임팩트 당시 짝사랑하던 미사토의 환상을 보며 LCL 용액화되었다.

### 아오바 시게루(青葉シゲル)
- 27세
- 성우 : 코야스 타케히토/신흥철

혈액형 A형. 생일은 5월 5일. 황소자리.
네르프 본부의 오퍼레이터로, 계급은 2위. 중앙 작전 사령실 소속 오퍼레이터. 오퍼레이터면서도 각각 작전국과 기술국에 소속된 마야나 휴가와 달리, 오직 오퍼레이터만 맡고 있어 다른 사람들과 충돌이 없는 속편한 생활을 한다.
성격이나 개성을 묘사한 부분은 거의 없지만 한가할 때 사령실에서 기타를 연주하는 시늉을 하는 것으로 보아 음악 쪽에 관심이 있는 것으로 추측된다.
극장판 《엔드 오브 에바》에서 서드 임팩트 당시, 행복한 환상을 보며 LCL화되는 다른 사람들과 달리, 수많은 레이의 환상을 보며 공포에 떨면서 LCL화되어 사망.(아마도 사랑하던 사람이 없는 것 같다)

### 카지 료지(加持リョウジ)
- 30세
- 성우 : 야마데라 코이치/김환진

혈액형 A형. 생년월일은 1985년 6월 17일. 쌍둥이자리.
네르프 특수 감사부 소속의 스파이. 미사토가 학생 시절이었을 때의 연인이었다. 지오프론트 내에서 수박을 키우고 있다. 바요네타의 천사로 따지면, 그레이스(적)&글로리(청)와 그라시아스(백)&글로리어스(흑).
항상 밝은 표정이지만, 때때로 어두운 면을 보인다. 제레와 네르프, 일본 정부 내무성의 삼중 스파이로서 활동한다는 사실을 감추고 있다. 세컨드 임팩트의 진실을 알기를 강하게 바라고 있으며 삼중 스파이로서 활동하는 것도 다 그 때문이다. 그 이유는 TV판에서는 말해주지 않았지만, 만화판에서는 그 경위를 말해주고 있다. 21화에서 그의 행동이 발각되어 목숨을 잃게 되지만, 그가 조사한 진실은 연인인 미사토에게 알려져 이후 그녀의 행동에 강한 영향을 준다.
3호기 사건으로 신지와 겐도의 관계가 완전히 단절되었을 때는, 싸움을 거부하는 신지를 설득해 다시 에바를 타게 만들어 사도와 싸울 결심을 시켰다.
스파이로 활동하였으며 아담을 네르프로 빼돌린 것이 발각되어 제레에 의해 암살되었다.

## 제레(SEELE, ゼーレ)

### 킬 로렌츠(キール·ローレンツ)
- 67세
- 인류 보안 위원회 의장
- 성우 : 무기 히토

비밀 결사 제레의 중심 인물로 인류 보완 위원회의 의장이자 진정한 흑막. 네르프를 뒤에서 조종하는 노인으로 사해문서를 바탕으로 네르프의 사령관인 이카리 겐도에게 인류보완계획을 추진하게 하며 후원하기도 한다. 바이저를 항상 장착하고 있다.
극장판 《엔드 오브 에바》에서 LCL 용액화된다.
몸의 반 이상이 기계화되어 있는데 그 이유는 나오지 않았다.

### 나기사 카오루(渚カヲル)
- 성우 : 이시다 아키라/지미애
- 생년월일 : 2000년 9월 13일 (15세)
- 혈액형 : AB형
- 별자리 : 처녀자리
- 에반게리온 2호기 파일럿(피프스 칠드런)/극장판 파 에반게리온 6호기 파일럿

초연한 성격의 소년으로, 상징 4대 미덕은 정의(Iustitia). 인간을 릴린이라고 부르며 음악을 '릴린이 만들어낸 문화의 정수'라고 한다. TV 애니메이션 제 24화에서, 아스카 대신 에반게리온 2호기의 파일럿으로 등장. 피프스 칠드런으로서 제레가 직접 파견했으며 신지와 가까워져 신지의 호감을 얻는다. 신지에게 처음으로 좋아한다는 말을 한 사람이며 신지보다 1살 연상으로, 신지에게는 형과 같은 존재. 하지만 그 정체는 제17의 사도 타브리스로, 터미널 도그마에까지 접근하지만 지하의 하얀 거인이 엉뚱하게도 아담이 아닌 릴리스라는 것을 발견, 스스로 생을 포기해 초호기의 손에 압사했다. 다행히 정신체는 타브리스와 분열된 채 살아남아 극장판 엔드 오브 에반게리온에 다시 등장한다.

## 제일중학교의 학생들

### 스즈하라 토우지(鈴原トウジ)

- 14세
- 성우 : 세키 토모카즈/이진화

생년월일은 2001년 12월 26일. 염소자리.
신지의 동급생이자 절친. 교복을 착용하지 않고 항상 체육복을 입고 있으며, 애니메이션 9화에서 딱 한번 교복을 입고 미사토의 집을 찾아간 적이 있다. 항상 활달하게 보이지만, 사실 솔직하지 못하고 부끄러움을 잘 탄다. 초호기와 사도 샤키엘과의 전투로 인한 피해로 여동생 스즈하라 사쿠라가 부상을 입어 그 책임을 신지에게 돌리고 신지를 때리지만, 샴셀과의 전투 후 신지가 떠나기 전 기차역에서 자신의 잘못과 어리석음을 인정, 신지에게 자신을 때리라고 하고 이때부터 신지와 친해진다. 야시마 작전 당시 켄스케와 함께 응원의 메시지를 녹음해 신지를 격려하기도 했다. 포스 칠드런으로 선발되지만 하필이면 에바 3호기가 제13사도 발디엘에게 침식당해 초호기에게 저지당한다. 이 사고로 왼쪽 다리를 잃지만, 가까스로 죽음을 모면할 수는 있었다(동명의 만화에서는 목숨을 잃는 것으로 나온다). 3호기 사건을 계기로 이카리 부자는 크게 갈라지게 된다.

### 아이다 켄스케(相田ケンスケ)
- 14세
- 성우 : 이와나가 테츠야/최문자

생년월일은 2001년 9월 12일. 처녀자리.
토우지와 함께 신지의 동급생이자 절친으로 밀리터리 매니아. 신지가 전학오기 전부터 토우지와는 친구로, 신지에 대한 토우지의 오해가 풀린 후 셋이 콤비가 되어 같이 다닌다. 에반게리온 파일럿이 되고 싶어하며 신지를 부러워하기도 한다. 여러 군사무기에 대해 관심이 많다.

### 호라키 히카리/스즈하라 히카리(洞木ヒカリ/鈴原ヒカリ)
- 14세
- 성우 : 이와오 쥰코

생년월일은 2001년 2월 18일. 물병자리.
신지의 동급생이자 학급의 반장이다. 반장답게 모범생이다. 학급 내에서 아스카와 가장 가까운 여학생이다. 스즈하라 토우지에게 연심을 품고 있으며 그 결실로 장래 토우지의 아내요, 스즈하라 사쿠라의 올케가 된다.

### 키리시마 마나(霧島マナ)
- 14세
- 성우 : 하야시바라 메구미

생년월일은 2001년 4월 11일. 양자리.
게임판 '강철의 걸프렌드'에 등장. 자신의 감정을 숨기지 않는 적극적인 성격으로 이카리 신지의 학교친구. 덕분에 신지에 대한 호감을 여과 없이 드러내 보이고 있다. 또 아스카와도 자주 충돌을 일으킨다.

## 엄마들

### 아카키 나오코(赤木ナオコ)
- 성우 : 도이 미카/최문자

아카키 리츠코의 어머니. 네르프의 슈퍼컴퓨터인 MAGI 시스템의 개발자다. 겐도를 사랑하여, 유이(겐도의 아내)가 죽은 후 겐도에게 접근한다. 어느 날 겐도가 데리고 온 어린 레이의 얼굴이 유이와 닮았다고 느끼며, 레이의 말을 통해 자신이 겐도에게 무시당하고 있다는 것을 알게 된다. 그 순간 레이의 얼굴에 연적인 유이의 모습이 투영되는 것을 보고 레이의 목을 조른다. 레이가 죽자 투신자살한 것으로 추정된다. MAGI는 그녀 자신의 3가지 마음(여자, 엄마, 과학자)을 담은 컴퓨터이다.

### 이카리 유이(碇ユイ)
- 성우 : 하야시바라 메구미/지미애

이카리 신지의 어머니이자 이카리 겐도의 아내. 후유츠키 코조가 교토에서 교수로 재직할 당시 후유츠키의 제자였다. '이카리'는 유이의 성으로, 겐도는 유이와 결혼하면서 성을 '로쿠분기'에서 '이카리'로 바꾼다. 2004년, 겐도가 소장을 맡고 있던 인공진화연구소에서 에반게리온 개발 실험을 하던 도중 초호기에 흡수돼 사망하고, 육체와 영혼 모두 초호기에 들어간다.

### 소류 쿄코 체펠린(惣流・キョウコ・ツェッペリン)
- 성우 : 카와무라 마리아

소류 아스카 랑그레이의 어머니로 게히른의 과학자. 토박이 일본인이 아닌 독일계 일본인으로, 이카리 유이와 친구 사이였다. 이카리 유이와는 달리 실루엣으로만 등장한다. 에반게리온 개발 실험을 하던 도중 이호기에 영혼이 흡수되면서 미쳐버리고 얼마 안 가 자살한다.

## 그 외
- 펜펜(ペンペン)
- 성우 : 하야시바라 메구미

카츠라기 미사토가 기르는 온천 펭귄.
- 올리비아 호넷(オリヴィア・ホーネット)
- 키누가사 타카미(衣笠タカミ)
- 성우 : 마루타 마리

제일초등학교 입학식에서 미래의 아이돌을 찾기 위해 취재중인 TVM 방송국의 여기자. 통칭 "테레비 언니(누나)".
- 스즈츠키 에미리(涼月エミリ)
- 성우 : 이노우에 키쿠코

이카리 유이카와 이카리 미쿠르의 피아노 담당 선생.
- 시나노 미셸 호넷(信濃・ミッシェル・ホーネット)

프랑스계 일본인.
- 시나노 사유리 호넷(信濃・サユリ・ホーネット)
- 시나노 클로에 호넷(信濃・クロエ・ホーネット)